# Grinchen - Julen er stjålet
Grinchen – Julen er stjålet er en amerikansk jule-film fra 2000.

## Medvirkende
| Navn               | Rolle og Birolle   |
| ------------------ | ------------------ |
| Jim Carrey         | Grinchen           |
| Jeffrey Tambor     | Borgmester May Who |
| Taylor Momsen      | Cindy Lou Who      |
| Christine Baranski | Martha May Whovier |
| Bill Irwin         | Lou Lou Who        |
| Anthony Hopkins    | Fortæller          |
| Frank Welker       | Max (stemme)       |
| Verne Troyer       | Band Member        |
| Josh Ryan Evans    | Yngre Grinchen     |

### Danske Stemmer
- Thomas Mørkː Grinch
- Marie Søderbergː Cindy Lou Hvem
- Torben Sekovː Borgmester Augustus May Hvem
- Dorte Rømerː Martha May Hvem
- Puk Scharbauː Betty Lou Hvem
- Peter Secher Schmidtː Lou Lou Hvem
- Peter Røschkeː Whobris
- Ann Hjortː Clarnella
- Pauline Rehnéː Rose

### Fortælleren
- Henning Moritzenː Fortælleren